# Conflito de interesses
Conflito de interesses é um cenário de diversas instâncias no qual um julgamento profissional é indevidamente analisado, com base em interesses que não são os primários. Ocorre quando se dá preferência a um interesse secundário no resultado de determinada ação. Alguns dos nichos de ocorrências são: problemas de natureza médica, acadêmica, político-administrativa, etc; e muitas vezes está vinculada à questão financeira do problema, onde uma das partes tende a ganhar lucro, enquanto a outra sai no prejuízo. O conflito de interesses é uma subdivisão de Conflito.
Quando ambas as partes têm uma relação mais direta, ou seja, com o mesmo objetivo, o conflito de interesse tem maior dificuldade em acontecer, pois as condições classificadas como primárias começam a ser vistas como essenciais para a solução do problema, e propõem um ambiente que fomenta a resolução onde as partes estão integradas.

## Conceito
Um conflito de interesses é um conjunto de condições em que o julgamento profissional relativo a um interesse primário (como o bem-estar do paciente ou a validade da investigação) tende a ser indevidamente influenciado por um interesse secundário (como o ganho financeiro). As regras de conflito de interesses [...] regulam a divulgação e a prevenção destas condições.   

Dennis F. Thompson , The New England Journal of Medicine, 1993
É uma situação em que uma pessoa ou organização está envolvida em múltiplos interesses , financeiros ou outros, e servir um interesse pode envolver trabalhar contra outro. Normalmente, isto se refere a situações em que o interesse pessoal de um indivíduo ou organização pode afetar negativamente o dever de tomar decisões em benefício de terceiros. 
Um "interesse" é um compromisso, obrigação, dever ou objetivo associado a um determinado papel ou prática social.  Por definição, um “conflito de interesses” ocorre se, num determinado contexto de tomada de decisão, um indivíduo está sujeito a dois interesses coexistentes que estão em conflito direto entre si. Esta questão é importante porque, sob tais circunstâncias, o processo de tomada de decisão pode ser perturbado ou comprometido de uma forma que afecta a integridade ou a fiabilidade dos resultados. 
Normalmente, um conflito de interesses surge quando um indivíduo ocupa simultaneamente dois papéis sociais que geram benefícios ou lealdades opostas. Os interesses envolvidos podem ser pecuniários ou não pecuniários. A existência de tais conflitos é um facto objectivo, não um estado de espírito, e não indica, por si só, qualquer lapso ou erro moral. Contudo, especialmente quando uma decisão é tomada num contexto fiduciário, é importante que os interesses conflitantes sejam claramente identificados e que o processo para a sua separação seja rigorosamente estabelecido. Normalmente, isto implicará que o indivíduo em conflito desista de um dos papéis conflitantes ou então se abstenha do processo de tomada de decisão específico em questão. 
A presença de conflito de interesses independe da ocorrência de inadequação. Portanto, um conflito de interesses pode ser descoberto e voluntariamente resolvido antes que ocorra qualquer corrupção. Existe um conflito de interesses se se acreditar razoavelmente que as circunstâncias (com base na experiência passada e em provas objectivas) criam um risco de que uma decisão possa ser indevidamente influenciada por outros interesses secundários, e não se um determinado indivíduo é realmente influenciado por um interesse secundário. 
Uma definição amplamente utilizada é: “Um conflito de interesses é um conjunto de circunstâncias que cria um risco de que o julgamento profissional ou as ações relativas a um interesse primário sejam indevidamente influenciadas por um interesse secundário”.  O interesse primário refere-se aos principais objetivos da profissão ou atividade, tais como a proteção dos clientes, a saúde dos pacientes, a integridade da pesquisa e os deveres dos funcionários públicos. Interesse secundário inclui benefícios pessoais e não se limita apenas a ganhos financeiros, mas também a motivos como o desejo de ascensão profissional ou o desejo de fazer favores a familiares e amigos. Estes interesses secundários não são tratados como errados em si mesmos, mas tornam-se questionáveis quando se acredita que têm maior peso do que os interesses primários. As regras de conflito de interesses na esfera pública concentram-se principalmente nas relações financeiras, uma vez que são relativamente mais objetivas, fungíveis e quantificáveis, e geralmente envolvem os campos político, jurídico e médico. 

## Conflito de Interesse

### Conflito
Conflito é uma situação na qual uma parte se frustra ao cumprir seu interesse por conta de algo ou alguém que impossibilite tal realização. Desta forma, conflito de interesse pode ser definida como a situação em que uma parte não realiza seu interesse devido à outra parte ter cumprido o interesse dela, situação esta que gera frustração. O conflito de interesse também pode ocorrer quando somente uma pessoa tem dois interesses em relação a um mesmo cenário. 

### Interesse Primário
O interesse primário reúne como característica principal as condições necessárias para solução do problema. Desse modo, geralmente existe consenso entre as partes envolvidas sobre o que é primário para aquela situação. De qualquer forma, ainda assim o peso relativo desse interesse depende do quão relacionadas as partes estão. Um dos requisitos para que haja conflito de interesse, nesse caso, é a ausência de união das partes. Outra característica marcante é a imparcialidade, ou seja, um interesse primário não depende de posições e opiniões individuais, a não ser que o problema seja exclusivamente de caráter pessoal. 

### Interesse Secundário
O interesse secundário, ao contrário da intuição popular, não é sempre um ato de crime doloso; muitas vezes é considerado como prática que se espera de um profissional, além de por vezes não ser algo realizado de maneira consciente. Pode ser definido como qualquer vontade que não esteja diretamente conectada com o interesse primário para uma mesma situação. Sua necessidade pode ser problemática quando ele interfere no ideal de hierarquia, já que são estabelecidos novos critérios para decidir o que deve ser preferencial como interesse. Assim, muda-se a ordem de precedência uma vez que o interesse secundário, nesse caso, é tratado como primário. 

### Exemplos
A maioria dos exemplos estão encaixados na Medicina e relacionados com dinheiro. Há muitos casos de pesquisadores de fármacos e cosméticos que mudam suas análises por imposição de investidores. É visto também que alguns pesquisadores corrompem o ideal de ciência imparcial para estudar e manipular resultados com objetivo de distorcer sua pesquisa, dando a esta caráter científico, mas sendo em princípio falsa. 
Um claro exemplo é a explicação do porquê há viadutos baixos em Long Island, em New York, que tem base em conflitos de interesse. Robert Moses, engenheiro contratado para construir os viadutos e pontes de Long Island, queria limitar o acesso de pobres a locais nobres, e vendo que o meio de transporte mais comum entre eles era os ônibus de 12 pés de altura, muito mais altos que carros, decidiu construir seus viadutos e pontes com menos dos 12 pés dos ônibus, impossibilitando a entrada dos ônibus das vias de acesso próximas, como na região do Jones Beach. Classificaria-se o interesse primário como a construção de vias para movimentação de carros e o secundário como a tentativa de impedir pessoas de baixa renda a acessar regiões mais ricas. 
Outro exemplo é o caso dos Hospitais Universitários. O interesse primário de um médico de um Hospital Universitário é tratar os pacientes e liberá-los quando restaurarem seu estado saudável. Algumas vezes ocorrem casos raros em que o médico, como professor, deseja apresentar tal paciente aos universitários daquele hospital, para efeito de estudo. Porém, manter o paciente hospitalizado somente para exibir seu caso é desconsiderar o interesse primário de liberá-lo quando saudável, configurando um conflito de interesse.